# Armand-Joseph Guffroy
Pour les articles homonymes, voir Guffroy.
Armand-Benoît-Joseph Guffroy, né le 10 novembre 1742 à Arras (province de l'Artois, actuel département du Pas-de-Calais), mort le 20 pluviôse an IX (9 février 1801) à Paris dans l'ancien douzième arrondissement, est un magistrat et un homme politique de la Révolution française.

## Biographie
Avant les évènements de la Révolution, Guffroy est avocat au conseil d'Artois où il siège aux côtés de Robespierre.
En septembre 1792, alors procureur au district d'Arras, Guffroy est élu député, le septième sur onze, pour le département du Pas-de-Calais à la Convention nationale. Il siège sur les bancs de la Montagne. Lors du procès de Louis XVI, il vote en faveur de la culpabilité, pour la mort, contre l'appel au peuple et contre le sursis. Il est absent lors de la mise en accusation de Marat. Il est alors en mission dans les départements de l'Eure-et-Loir et de la Seine-et-Oise aux côtés de Châles pour accélérer la levée en masse. Il vote contre le rétablissement de la Commission des Douze.
Entré au comité de sûreté générale, il fait placer le buste de Descartes au Panthéon et réclame le même honneur pour Fénelon le 4 octobre 1793, motion rejetée sur proposition de Bazire, qui fait remarquer que Fénelon a écrit un traité pour prouver que le gouvernement monarchique est le meilleur de tous. À la Convention, il fait preuve d'un caractère intraitable à la tribune, qui lui vaut le surnom de Citoyen Échafaud. Mais, jugé peu sincère dans ses polémiques, il est exclu du club des Jacobins. Par ailleurs, son journal est dénoncé par Chasles, qui le dit « infecté du poison aristocratique ». Plusieurs de ses collègues l'accusent d'entretenir des liens avec le marquis de Travanet ou une autre personne attachée auparavant au service du roi.
Le 9-Thermidor, il attaque violemment Robespierre, s'associant ensuite à la réaction thermidorienne. Membre de la commission dirigée par Courtois, qui a la charge d'inventorier les papiers de l'« Incorruptible », on prétend qu'il aurait détruit des pièces pouvant faire douter de son honnêteté.
Le 5 août 1794, il attaque Joseph Le Bon, son compatriote, qui lui répond en citant des passages du Rougiff. Le 4 février 1795, en revanche, il fait l'éloge de la conduite de Cadroy et de Mariette lors de leur mission dans le Midi et fait sanctionner par la Convention les mesures de rigueur prises à cette occasion. Le 27 mars, il accuse Duhem de correspondre avec des jacobins emprisonnés à la Bourbe et de comploter avec eux contre la Convention. Deux jours après, il fait décréter par l'assemblée que Billaud-Varenne, Collot d'Herbois et Barère, alors prévenus, soient entendus sur-le-champ.
Ses discours et ses écrits en faveur de la réaction lui valent à son tour de violentes attaques. En l'an V, Couchery prouve au Conseil des Cinq-Cents que Guffroy s'est livré à une dénonciation mensongère à l'encontre de Rougeville d'Arras, dont il était le débiteur, et qu'il avait obtenu l'arrestation de son fils. Ces révélations déconsidèrent Guffroy, qui se retire à Arras.
Toutefois, il finit par obtenir, à force de sollicitations, le poste de chef-adjoint au ministère de la Justice, qu'il occupe jusqu'à sa mort, en 1801.